# Hovrättstorget

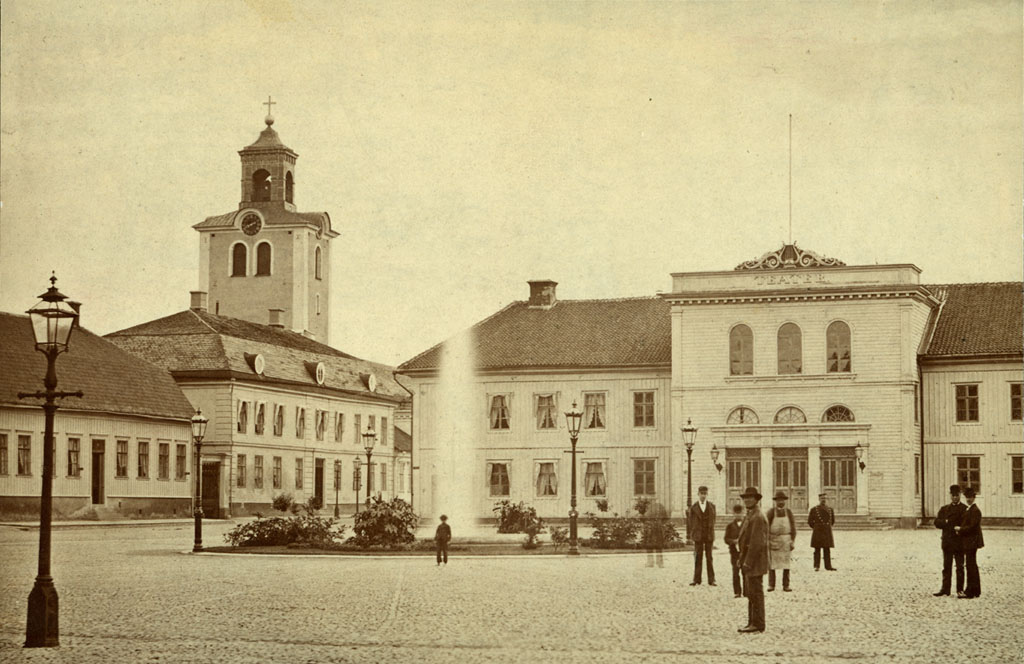
Hovrättstorget med Jönköpings gamla teater, före 1904

Hovrättstorget, tidigare Stora torget, är ett torg mellan Östra Storgatan och Smedjegatan på Öster i Jönköping. Kring torget finns den äldsta ännu stående bebyggelsen i Jönköping.

## Historik
Hovrättstorget tillkom efter det att stadens centrum återuppbyggts öster om Hamnkanalen, efter det att det tidigare staden på Väster bränts ned 1612 inför ett förväntat danskt anfall. Torget anlades vid stadsdelens huvudstråk Östra Storgatan, stensattes och blev stadens nya marknadsplats. Vid torget uppfördes prestigebyggnader som ett rådhus i trä i två våningar på 1620-talet och från 1630-talet Göta hovrätt i trånghallasandsten, i fransk klassicism, sannolikt efter ritningar av Simon de la Vallée. Hovrättsbyggnaden blev klar på 1660-talet. Några av dessa byggnader utgör den äldsta ännu stående bebyggelsen i Jönköping.
Från torgets sydöstra hörn låg Tyska maden. Där anlades på 1620-talet en kanal, som lades igen först på 1920-talet och blev allén Kanalgatan. Kanalen gick  till hamnbassängen Breda hamnen, som låg där Östra torget nu ligger. År 1906 blev torget en park, men gjordes om igen 1958 och belades till större del åter med sten. Ett brunnskar i brons av John Lundqvist, Krönikebrunnen, med motiv som alluderade på Jönköpings grundare Magnus Ladulås, placerades mitt på torget. 
Efter det att rådhusbyggnaderna brunnit ned 1690, byggdes 1696–1699 ett nytt, något mindre rådhus, Gamla Rådhuset i tre våningar i sten i holländsk klassicism efter ritningar av Erik Dahlbergh.
En tvåvånings teaterbyggnad i trä vid torgets östra sida blev klar 1825. Den ersattes 1905 av en stor byggnad med Jönköpings Teater samt Grand Hotel, ritad av August Atterström. Vid norra sidan av torget låg Jönköpings tingsrätt i en nyuppförd byggnad mellan 1984 och 2012.

## Byggnadsminnen
Vid Hovrättstorget ligger två byggnadsminnen som båda har kopplingar till svenskt rättsväsende: Göta hovrättsbyggnaden (byggstart 1639) och Gamla rådhuset (invigt 1699). Göta hovrättsbyggnaden blev ett byggnadsminne 1935 och blev därmed stadens och länets första byggnadsminne. Byggnadsminnet omfattar såväl byggnaden som den omgivande Hovrättsparken. Hovrätten är Jönköpings äldsta stående byggnad, med många tidstypiska detaljer, exempelvis en sandstensportik, en stentrappa i dubbla lopp, och sandstenskvadrar med lisenkedjor i fasaden. Anledningen till att huset emellanåt tillskrivs Simon de la Vallée är att byggnaden, innan taket byggdes om under 1700-talet, hade ett säteritak av en modell som påminde om Riddarhuspalatset.
Gamla rådhuset ligger vid torgets västra kant. Dess stomme är av gråsten och tegel som har putsats med en roströd färg. Ockragula pilastrar sträcker sig längs fasaderna. Mellan den andra och tredje våningen återfinns Jönköpings stadsvapen.

## Bildgalleri

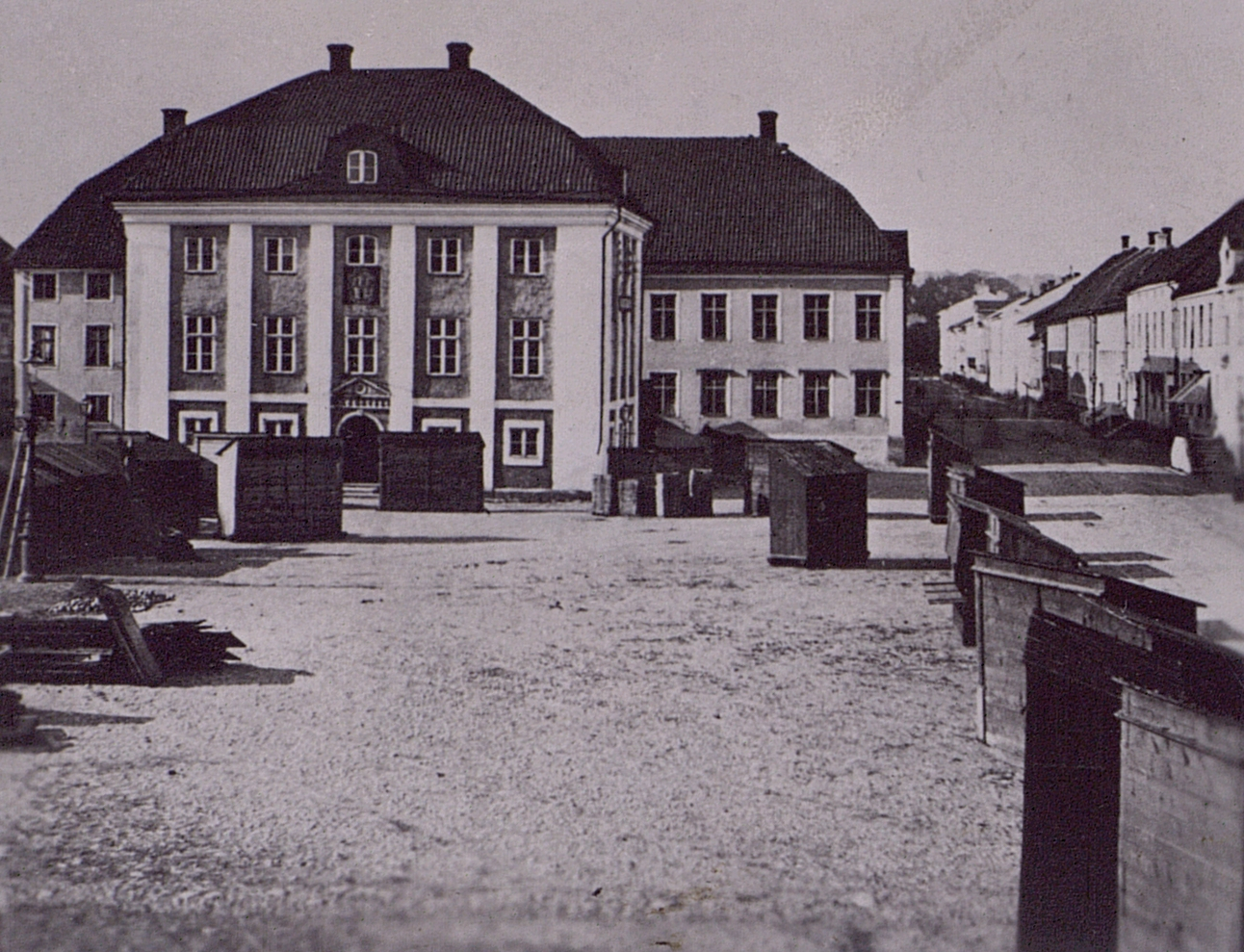
Gamla rådhuset med marknadsbodar på Stora Torget, troligen sent 1800-tal
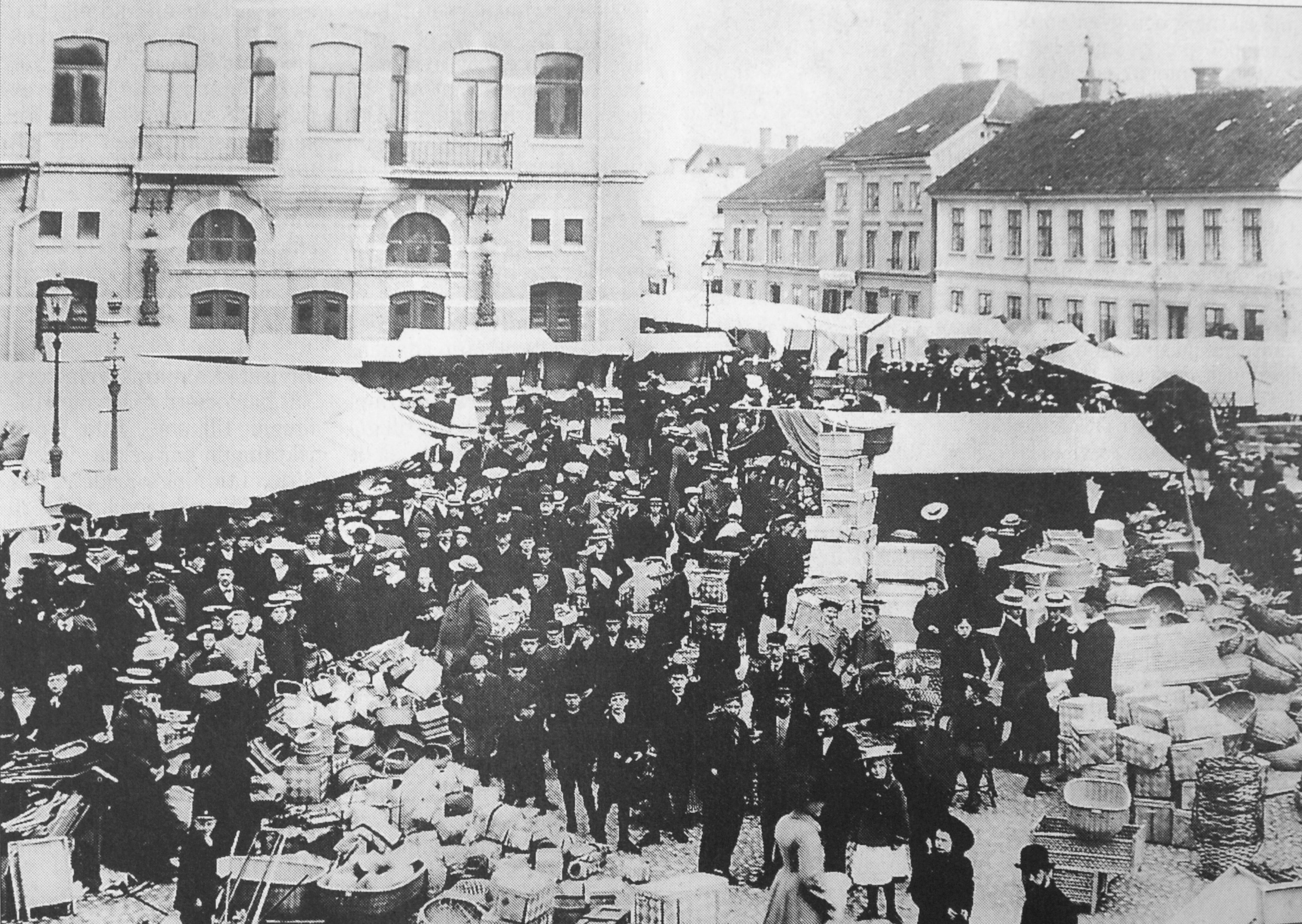
Marknad på Hovrättstorget, början av 1900-talet
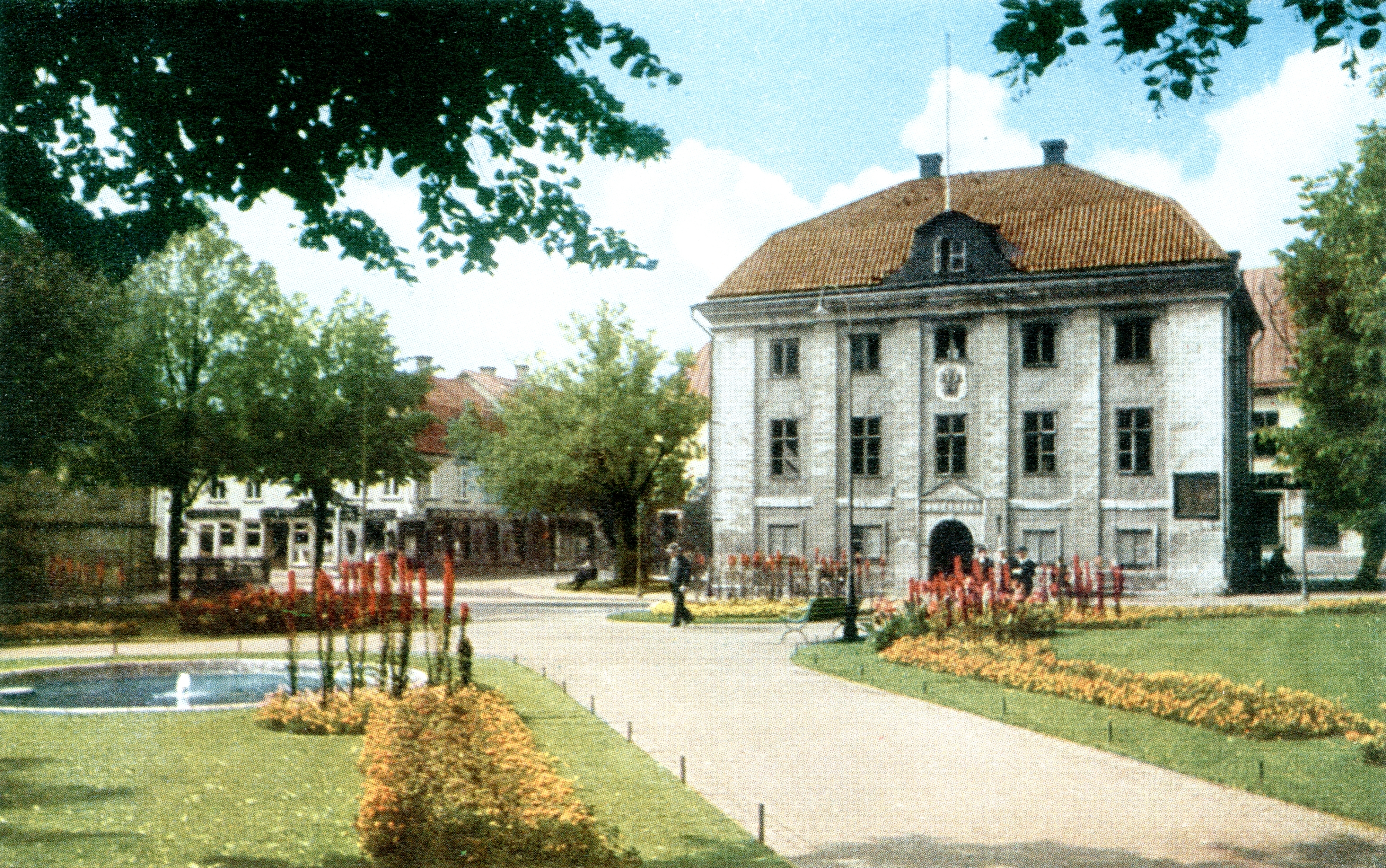
Hovrättstorget som park, första hälften av 1900-talet
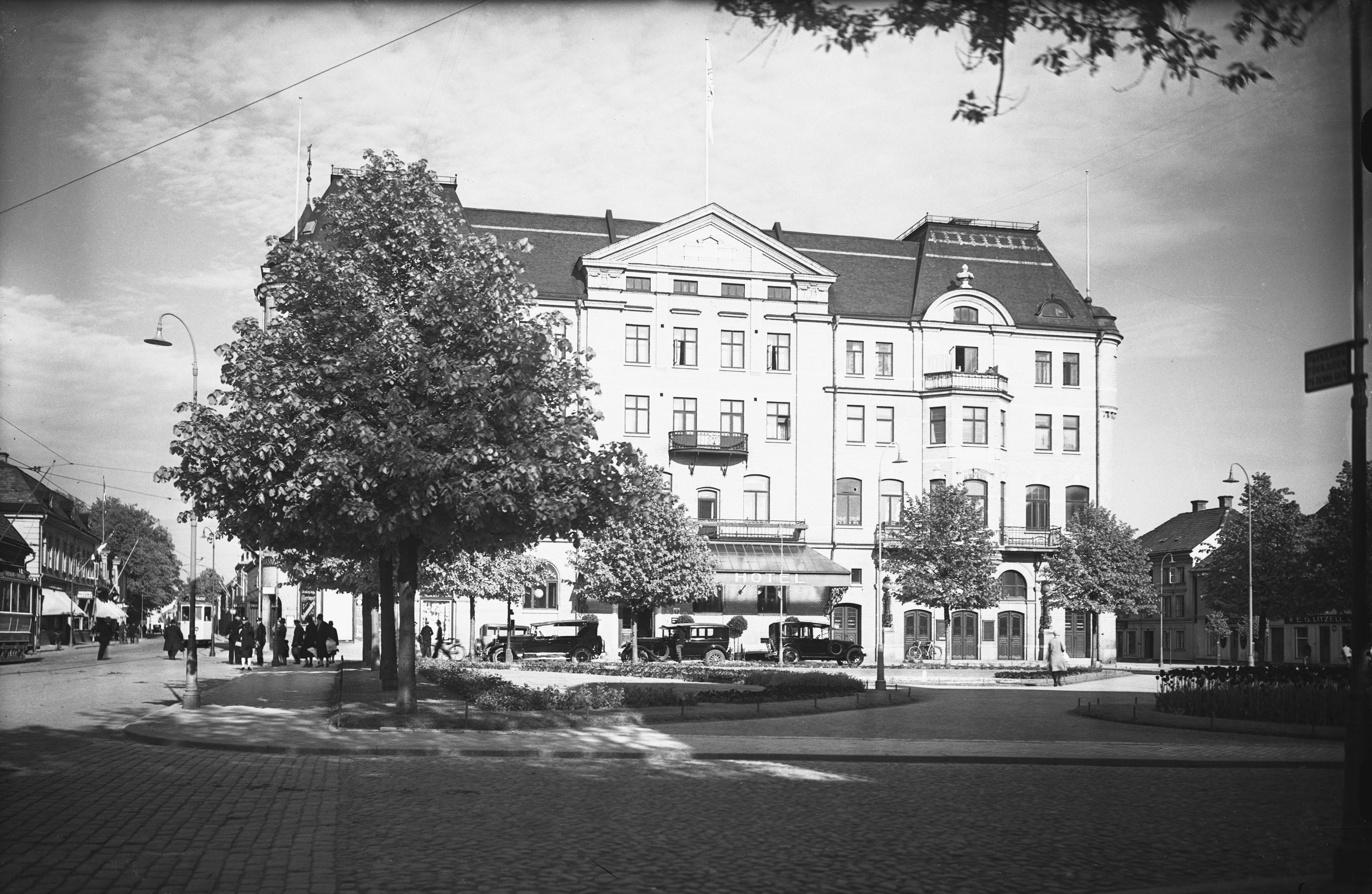
Bild på Hovrättstorget med Grand Hotel i bakgrunden, början av 1900-talet
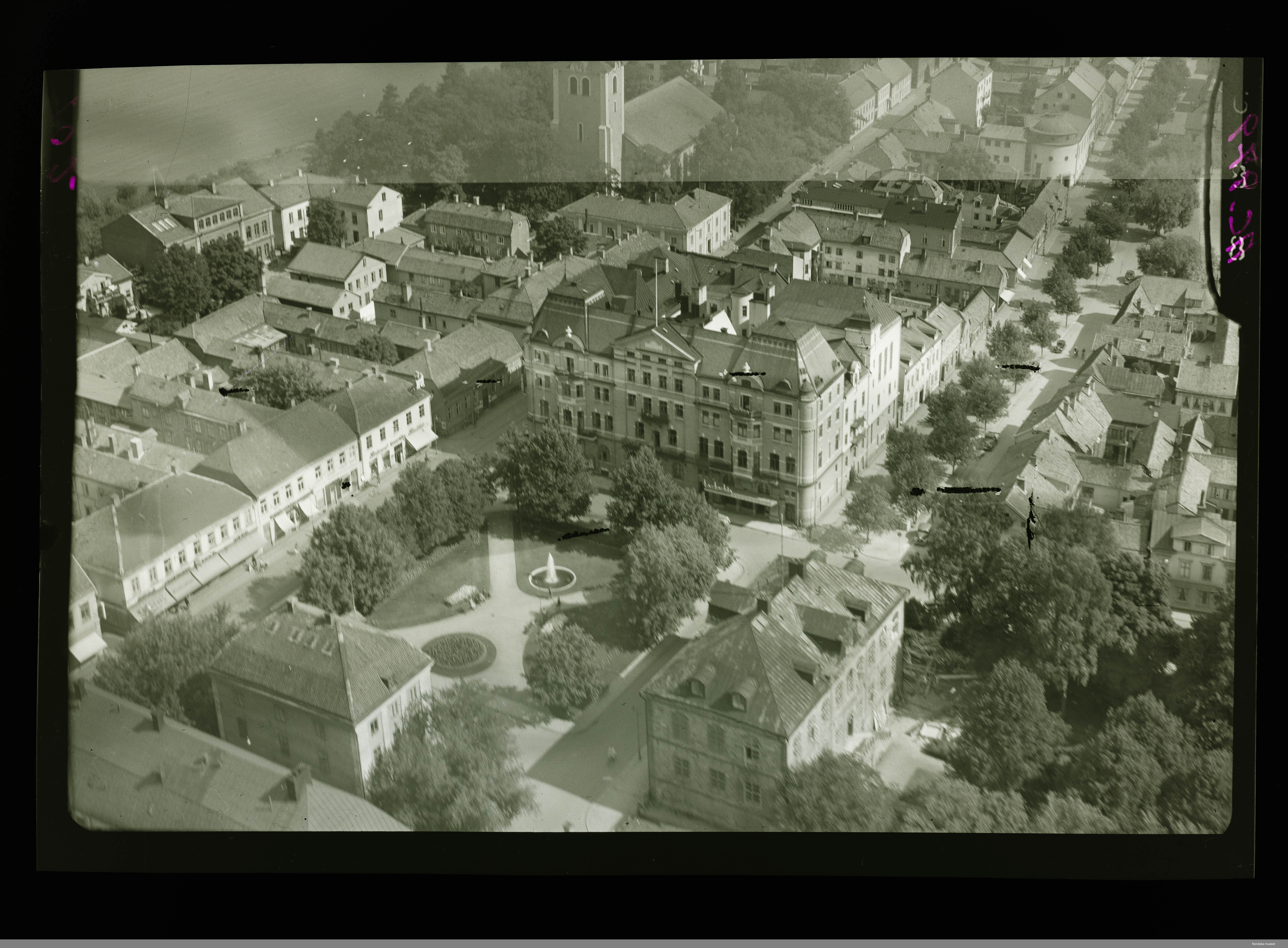
Hovrättstorget fotograferad från luften, år 1948